# Alto Atlante

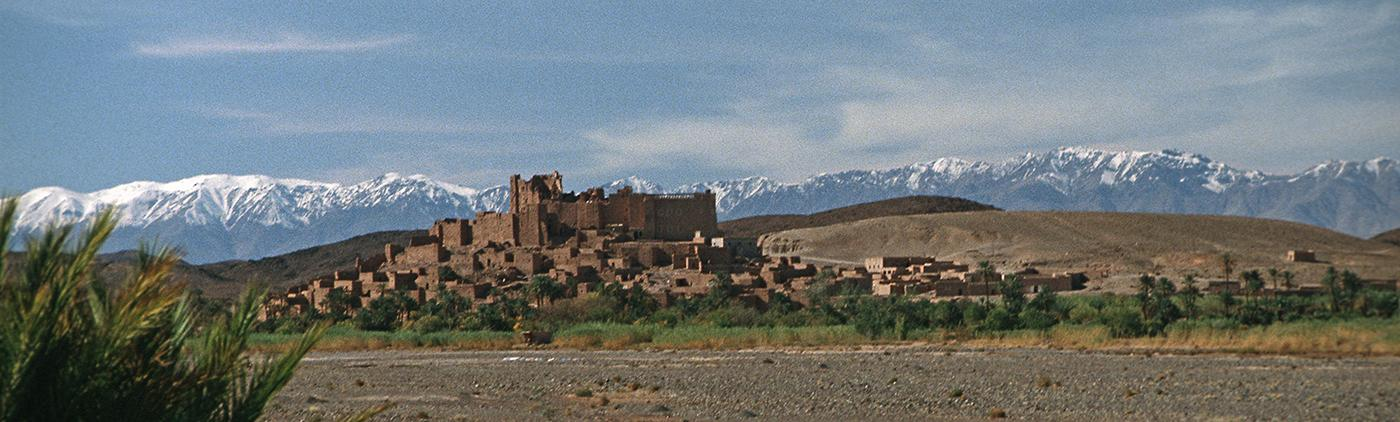
Una Kasbah nella valle del Dades nell'Alto Atlante

L'Alto Atlante (in berbero: ⴰⵟⵍⴰⵙ ⴰⵎⵇⵔⴰⵏ, Aṭlas Ameqran; in arabo الاطلس الكبير‎?, al-Atlas al-Kabir), noto anche come Grande Atlante, è una catena montuosa situata nel Marocco centrale in Nord Africa.
Sorge a est dell'Oceano Atlantico e si estende in direzione est verso il confine marocchino con l'Algeria. Verso l'Atlantico e a sud-ovest l'altezza decresce bruscamente e realizza un'impressionante transizione verso la costa e l'Anti Atlante. A nord, in direzione di Marrakech, la catena scende meno bruscamente.
Comprende il Jbel Toubkal, che con i suoi 4 167 m è la cima più elevata e si trova nel Parco nazionale di Toubkal.
La catena funge da barriera al sistema meteorologico del Marocco in direzione est-ovest e lo separa dalle influenze climatiche del deserto del Sahara, che sono particolarmente pronunciate in estate, dal più mite clima mediterraneo a nord, con conseguenti notevoli cambiamenti di temperatura su tutta la catena. Alle quote più elevate la neve cade regolarmente, permettendo in inverno lo svolgersi di sport invernali. La neve dura fino a primavera in Alto Atlante, soprattutto sulle vette esposte a settentrione.
L'Alto Atlante forma i bacini idrografici di diversi fiumi. La maggior parte dei corsi d'acqua non stagionali scendono verso nord e costituiscono la base per gli insediamenti siti nel nord del Marocco. Un certo numero di wadi e fiumi stagionali terminano nei deserti a sud e altopiani a est delle montagne.

## La catena

### Alto Atlante occidentale
A ovest si trova la parte più antica della catena. La sua vetta più alta è il Jbel Toubkal a 4167 m, che è visibile dalla città di Marrakech. Jbel Toubkal si trova nel parco nazionale di Toubkal, che è stato creato nel 1942. Il massiccio si è costituito fra il giurassico e il cretaceo con formazioni intagliate da profonde valli di erosione scolpite. Questa parte della catena comprende la valle di Ourika, che è l'unico luogo dell'Alto Atlante, dove sopravvive la bertuccia (Macaca sylvanus), specie di primati in via di estinzione. Questo primate si trova anche in altre zone del Medio Atlante e della catena del Rif così come in alcune zone dell'Algeria. La valle di Ourika è anche il luogo in cui determinati generi di flora erano presenti già nel XIX secolo.

### Alto Atlante centrale
Una massa di gesso solido morfologicamente dominato da zone tabulari che raggiungono un'altitudine di 2 500 m si estende da Azilal a Ouarzazate. Qui, i paesaggi contrastanti ricordano ai visitatori il Colorado, con i suoi altopiani, le sue gole, i canyon, e le sue cime talvolta scheggiarono dall'erosione. Diversi picchi in questo settore superano i 4000 m, e Jbel Mgoun a 4068 m è la vetta più alta in questa parte dell'Alto Atlante. L'area è popolata da berberi.

### Alto Atlante orientale

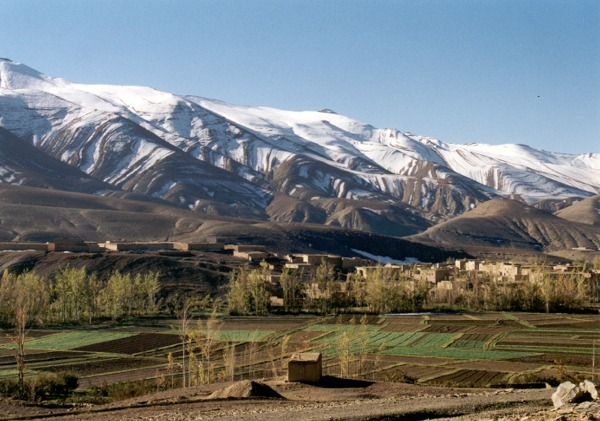
Villaggio nell'Alto Atlante orientale

La parte orientale dell'Alto Atlante forma vasti altopiani d'alta quota che forniscono le sorgenti del fiume Muluia. Si estende dalla città di Khenifra e comprende le oasi di Jbel Ayachi (a 3747 m), Jbel Saghro e Jbel Sirwa (3305 m). Questa porzione della catena comprende il massiccio del Tamlelt il cui margine settentrionale è occupato dalle sue vette più alte, come Jbel Ayachi a 3.747 m. La quota scende verso est dove le montagne degradano verso la zona pre-sahariana.
Questo massiccio è diventato un internazionalmente famoso sito paleontologico dopo la scoperta delle ossa del completamente sconosciuto antenato dei dinosauri, l'Atlasaurus, che popolava il Marocco 180 milioni di anni fa. Questo dinosauro è anche conosciuto come Tazoudasaurus, avendo acquisito il nome del villaggio di Tazouda dove è stato scoperto. La creatura, lunga circa nove metri, è postulata di essere un antenato del Sauropode trovato in America. Fino a 140 milioni di anni fa, i continenti africano e americano erano collegati fra di loro.

## Aree di interesse
Ai piedi dell'Alto Atlante si trova Aït Benhaddou, una kasbah o castello ancora in uso. A 1600 m si trova la kasbah di Telouet sulla strada per Marrakech.
Notevoli anche le gole di Dadès e Todra.